# Copa Pan-Americana de Voleibol Feminino de 2023
A Copa Pan-Americana de Voleibol Feminino de 2023 foi a 21ª edição do torneio, incluindo a edição Final Six, organizado pela NORCECA, realizado no período de 6 a 13 de agosto com as partidas realizadas no Auditorio Juan Pachín Vicéns na cidade mexicana de Ponce.Inicialmente, seriam doze equipes, mas, as seleções de Cuba e Suriname desistiram as vésperas da competição.Dez equipes participam do torneio, visando as duas vagas para os Jogos Pan-Americanos de 2023.
A Seleção Argentina conquistou seu primeiro título na competição ao derrotar a Seleção Porto-riquenha na finale os Estados Unidos completou o pódio.A oposto argentina Bianca Cugno foi premiada como a melhor jogadora do certame.

## Sede
| Cidade sede |
| ----------- |
| Ponce       |
|             |

## Seleções participantes
As seguintes seleções são participantes da Copa Pan-Americana de Voleibol Feminino de 2023:
| Equipe               | Última participação |
| -------------------- | ------------------- |
| Porto Rico           | (Sede), 6º em 2022  |
| Argentina            | 5º em 2019          |
| Canadá               | 9º em 2022          |
| Chile                | 12º em 2017         |
| Colômbia             | 2º em 2022          |
| Costa Rica           | 8º em 2022          |
| Estados Unidos       | 3º em 2022          |
| México               | 4º em 2022          |
| Peru                 | 7º em 2022          |
| República Dominicana | 1º em 2022          |

## Formato da disputa
O torneio foi dividido em duas fases: fase classificatória e fase final. Na fase preliminar as 10 equipes participantes dispostas em dois grupos com um sistema de todos contra todos e as equipes foram classificadas de acordo com os seguintes critérios:
1. Maior número de partidas ganhas.
2. Maior número de pontos obtidos, que são concedidos da seguinte forma:
  - Partida com resultado final 3-0: 5 pontos para o vencedor e 0 pontos para o perdedor.
  - Partida com resultado final 3-1: 4 pontos para o vencedor e 1 pontos para o perdedor.
  - Partida com resultado final 3-2: 3 pontos para o vencedor e 2 pontos para o perdedor.
3. Proporção entre pontos ganhos e pontos perdidos (razão de pontos).
4. Proporção entre os sets ganhos e os sets perdidos (relação Sets).
5. Se o empate persistir entre duas equipes, a prioridade é dada à equipe que venceu a última partida entre as equipes envolvidas.
6. Se o empate persistir entre três equipes ou mais, uma nova classificação será feita levando-se em conta apenas as partidas entre as equipes envolvidas.

A  primeira colocada de cada grupo se qualificam automaticamente para as semifinais, enquanto as segundas e terceiras colocadas se enfrentam em cruzamento olímpico nas quartas de final, as vencedoras desta fase duelaram com as semifinalistas pré-classificadas,  na sequência deste cruzamento semifinal, as vencedoras disputaram o título na grande final e as perdedoras disputam o terceiro lugar.

## Fase classificatória

### Grupo A
|     |                |     | Jogos | Jogos | Jogos | Resultados | Resultados | Resultados | Resultados | Resultados | Resultados | Sets | Sets | Sets  | Pontos | Pontos | Pontos |
| Pos | Equipe         | Pts | T     | V     | D     | 3–0        | 3–1        | 3–2        | 2–3        | 1–3        | 0–3        | V    | P    | R     | V      | P      | R      |
| --- | -------------- | --- | ----- | ----- | ----- | ---------- | ---------- | ---------- | ---------- | ---------- | ---------- | ---- | ---- | ----- | ------ | ------ | ------ |
| 1   | Estados Unidos | 20  | 4     | 4     | 0     | 4          | 0          | 0          | 0          | 0          | 0          | 12   | 0    | MAX   | 300    | 206    | 1.456  |
| 2   | Colômbia       | 12  | 4     | 3     | 1     | 1          | 1          | 1          | 0          | 0          | 1          | 9    | 6    | 1.500 | 332    | 290    | 1.145  |
| 3   | Canadá         | 9   | 4     | 2     | 2     | 1          | 0          | 1          | 0          | 1          | 1          | 7    | 8    | 0.875 | 314    | 317    | 0.991  |
| 4   | Peru           | 9   | 4     | 1     | 3     | 1          | 0          | 0          | 2          | 0          | 1          | 7    | 9    | 0.778 | 327    | 331    | 0.988  |
| 5   | Costa Rica     | 0   | 4     | 0     | 4     | 0          | 0          | 0          | 0          | 0          | 4          | 0    | 12   | 0.000 | 171    | 300    | 0.570  |

Resultados
| Data   | Hora  |                | Placar |                | Set 1 | Set 2 | Set 3 | Set 4 | Set 5 | Total  | Relatório    |
| ------ | ----- | -------------- | ------ | -------------- | ----- | ----- | ----- | ----- | ----- | ------ | ------------ |
| 6 ago  | 14:00 | Estados Unidos | 3–0    | Costa Rica     | 25–12 | 25–12 | 25–17 |       |       | 75–41  | Estatísticas |
| 6 ago  | 18:00 | Colômbia       | 3–1    | Canadá         | 25–19 | 25–20 | 24–26 | 25–19 |       | 99–84  | Estatísticas |
| 7 ago  | 14:00 | Canadá         | 3–0    | Costa Rica     | 25–12 | 25–17 | 25–15 |       |       | 75–44  | Estatísticas |
| 7 ago  | 16:00 | Estados Unidos | 3–0    | Peru           | 25–23 | 25–20 | 25–13 |       |       | 75–56  | Estatísticas |
| 8 ago  | 14:00 | Peru           | 3–0    | Costa Rica     | 25–15 | 25–19 | 25–18 |       |       | 75–52  | Estatísticas |
| 8 ago  | 16:00 | Colômbia       | 0–3    | Estados Unidos | 14–25 | 21–25 | 19–25 |       |       | 54–75  | Estatísticas |
| 9 ago  | 14:00 | Colômbia       | 3–0    | Costa Rica     | 25–13 | 25–12 | 25–9  |       |       | 75–34  | Estatísticas |
| 9 ago  | 16:00 | Canadá         | 3–2    | Peru           | 25–22 | 25–21 | 22–25 | 13–25 | 15–6  | 100–99 | Estatísticas |
| 10 ago | 14:00 | Colômbia       | 3–2    | Peru           | 18–25 | 21–25 | 25–20 | 25–17 | 15–10 | 104–97 | Estatísticas |
| 10 ago | 18:00 | Canadá         | 0–3    | Estados Unidos | 17–25 | 20–25 | 18–25 |       |       | 55–75  | Estatísticas |

### Grupo B
|     |                      |     | Jogos | Jogos | Jogos | Resultados | Resultados | Resultados | Resultados | Resultados | Resultados | Sets | Sets | Sets  | Pontos | Pontos | Pontos |
| Pos | Equipe               | Pts | T     | V     | D     | 3–0        | 3–1        | 3–2        | 2–3        | 1–3        | 0–3        | V    | P    | R     | V      | P      | R      |
| --- | -------------------- | --- | ----- | ----- | ----- | ---------- | ---------- | ---------- | ---------- | ---------- | ---------- | ---- | ---- | ----- | ------ | ------ | ------ |
| 1   | República Dominicana | 17  | 4     | 4     | 0     | 2          | 1          | 1          | 0          | 0          | 0          | 12   | 3    | 4.000 | 353    | 286    | 1.234  |
| 2   | Argentina            | 13  | 4     | 2     | 2     | 2          | 0          | 0          | 1          | 1          | 0          | 9    | 6    | 1.500 | 325    | 314    | 1.035  |
| 3   | Porto Rico           | 11  | 4     | 2     | 2     | 1          | 0          | 1          | 1          | 1          | 0          | 9    | 8    | 1.125 | 370    | 359    | 1.031  |
| 4   | México               | 8   | 4     | 2     | 2     | 0          | 2          | 0          | 0          | 0          | 2          | 6    | 8    | 0.750 | 303    | 315    | 0.962  |
| 5   | Chile                | 1   | 4     | 0     | 4     | 0          | 0          | 0          | 0          | 1          | 3          | 1    | 12   | 0.083 | 246    | 323    | 0.762  |

Resultados
| Data   | Hora  |                      | Placar |                      | Set 1 | Set 2 | Set 3 | Set 4 | Set 5 | Total   | Relatório    |
| ------ | ----- | -------------------- | ------ | -------------------- | ----- | ----- | ----- | ----- | ----- | ------- | ------------ |
| 6 ago  | 16:00 | México               | 0–3    | Argentina            | 20–25 | 19–25 | 18–25 |       |       | 57–75   | Estatísticas |
| 6 ago  | 20:00 | Porto Rico           | 3–0    | Chile                | 25–22 | 25–17 | 25–23 |       |       | 75–62   | Estatísticas |
| 7 ago  | 18:00 | Chile                | 0–3    | República Dominicana | 23–25 | 15–25 | 15–25 |       |       | 53–75   | Estatísticas |
| 7 ago  | 20:00 | Porto Rico           | 3–2    | Argentina            | 20–25 | 25–18 | 25–18 | 23–25 | 15–7  | 108–93  | Estatísticas |
| 8 ago  | 18:00 | Porto Rico           | 1–3    | México               | 25–22 | 21–25 | 22–25 | 19–25 |       | 87–97   | Estatísticas |
| 8 ago  | 20:00 | República Dominicana | 3–1    | Argentina            | 25–23 | 25–18 | 21–25 | 25–16 |       | 96–82   | Estatísticas |
| 9 ago  | 18:00 | Argentina            | 3–0    | Chile                | 25–16 | 25–19 | 25–18 |       |       | 75–53   | Estatísticas |
| 9 ago  | 20:00 | México               | 0–3    | República Dominicana | 13–25 | 21–25 | 17–25 |       |       | 51–75   | Estatísticas |
| 10 ago | 16:00 | México               | 3–1    | Chile                | 25–15 | 23–25 | 25–20 | 25–18 |       | 98–78   | Estatísticas |
| 10 ago | 20:00 | Porto Rico           | 2–3    | República Dominicana | 23–25 | 13–25 | 25–18 | 25–23 | 14–16 | 100–107 | Estatísticas |

## Fase final

### Chaveamento final
|  | Quartas de finais | Quartas de finais | Quartas de finais |  |  | Semifinais | Semifinais           | Semifinais |  |  | Final    | Final                | Final    |
|  |                   |                   |                   |  |  |            |                      |            |  |  |          |                      |          |
|  |                   |                   |                   |  |  | A1         | Estados Unidos       | 1          |  |  |          |                      |          |
|  | B2                | Argentina         | 3                 |  |  | B2         | Argentina            | 13         |  |  |          |                      |          |
|  | A3                | Canadá            | 1                 |  |  |            |                      |            |  |  | B2       | Argentina            | 3        |
|  |                   |                   |                   |  |  |            |                      |            |  |  | B3       | Porto Rico           | 2        |
|  |                   |                   |                   |  |  | B1         | República Dominicana | 2          |  |  |          |                      |          |
|  | A2                | Colômbia          | 2                 |  |  | B3         | Porto Rico           | 3          |  |  | 3° lugar | 3° lugar             | 3° lugar |
|  | B3                | Porto Rico        | 3                 |  |  |            |                      |            |  |  | A1       | Estados Unidos       | 3        |
|  |                   |                   |                   |  |  |            |                      |            |  |  | B1       | República Dominicana | 1        |

### Classificação do 7° ao 10° lugares
Resultados
| Data   | Hora  |                      | Placar |            | Set 1 | Set 2 | Set 3 | Set 4 | Set 5 | Total | Relatório    |
| ------ | ----- | -------------------- | ------ | ---------- | ----- | ----- | ----- | ----- | ----- | ----- | ------------ |
| 11 ago | 14:00 | México               | 3–0    | Costa Rica | 25–22 | 25–19 | 25–11 |       |       | 75–52 | Estatísticas |
| 11 ago | 16:00 | República Dominicana | 3–1    | Chile      | 25–20 | 16–25 | 25–22 | 25–26 |       | 91–93 | Estatísticas |

### Quartas de final
Resultados
| Data   | Hora  |           | Placar |            | Set 1 | Set 2 | Set 3 | Set 4 | Set 5 | Total   | Relatório    |
| ------ | ----- | --------- | ------ | ---------- | ----- | ----- | ----- | ----- | ----- | ------- | ------------ |
| 11 ago | 18:00 | Argentina | 3–1    | Canadá     | 25–21 | 25–20 | 23–25 | 25–12 |       | 98–78   | Estatísticas |
| 11 ago | 20:00 | Colômbia  | 2–3    | Porto Rico | 20–25 | 25–17 | 25–20 | 20–25 | 11–15 | 101–102 | Estatísticas |

### Nono lugar
Resultado
| Data   | Hora  |            | Placar |       | Set 1 | Set 2 | Set 3 | Set 4 | Set 5 | Total | Relatório    |
| ------ | ----- | ---------- | ------ | ----- | ----- | ----- | ----- | ----- | ----- | ----- | ------------ |
| 12 ago | 12:00 | Costa Rica | 0–3    | Chile | 20–25 | 9–25  | 18–25 |       |       | 47–75 | Estatísticas |

### Classificação do 5° ao 8° lugares
Resultados
| Data   | Hora  |        | Placar |          | Set 1 | Set 2 | Set 3 | Set 4 | Set 5 | Total | Relatório     |
| ------ | ----- | ------ | ------ | -------- | ----- | ----- | ----- | ----- | ----- | ----- | ------------- |
| 12 ago | 14:00 | México | 0–3    | Colômbia | 17–25 | 16–25 | 22–25 |       |       | 55–75 | Report        |
| 12 ago | 16:00 | Peru   | 3–0    | Canadá   | 25–20 | 25–22 | 25–21 |       |       | 75–63 | Estatísticas] |

### Semifinais
Resultados
| Data   | Hora  |                      | Placar |            | Set 1 | Set 2 | Set 3 | Set 4 | Set 5 | Total  | Relatório    |
| ------ | ----- | -------------------- | ------ | ---------- | ----- | ----- | ----- | ----- | ----- | ------ | ------------ |
| 12 ago | 18:00 | Estados Unidos       | 1–3    | Argentina  | 26–24 | 23–25 | 20–25 | 25–27 |       | 94–101 | Estatísticas |
| 12 ago | 20:00 | República Dominicana | 2–3    | Porto Rico | 18–25 | 25–21 | 25–20 | 22–25 | 7–15  | 97–106 | Estatísticas |

### Sétimo lugar
Resultado
| Data   | Hora  |        | Placar |        | Set 1 | Set 2 | Set 3 | Set 4 | Set 5 | Total | Relatório    |
| ------ | ----- | ------ | ------ | ------ | ----- | ----- | ----- | ----- | ----- | ----- | ------------ |
| 13 ago | 12:00 | México | 3–1    | Canadá | 25–13 | 21–25 | 25–20 | 25–23 |       | 96–81 | Estatísticas |

### Quinto lugar
Resultado
| Data   | Hora  |          | Placar |      | Set 1 | Set 2 | Set 3 | Set 4 | Set 5 | Total   | Relatório    |
| ------ | ----- | -------- | ------ | ---- | ----- | ----- | ----- | ----- | ----- | ------- | ------------ |
| 13 ago | 14:00 | Colômbia | 3–1    | Peru | 22–25 | 25–23 | 19–25 | 25–23 | 15–7  | 106–103 | Estatísticas |

### Terceiro lugar
Resultado
| Data   | Hora  |                | Placar |                      | Set 1 | Set 2 | Set 3 | Set 4 | Set 5 | Total | Relatório    |
| ------ | ----- | -------------- | ------ | -------------------- | ----- | ----- | ----- | ----- | ----- | ----- | ------------ |
| 13 ago | 16:00 | Estados Unidos | 3–1    | República Dominicana | 25–22 | 25–20 | 21–25 | 27–25 |       | 98–92 | Estatísticas |

### Final
Resultado
| Data   | Hora  |           | Placar |            | Set 1 | Set 2 | Set 3 | Set 4 | Set 5 | Total  | Relatório    |
| ------ | ----- | --------- | ------ | ---------- | ----- | ----- | ----- | ----- | ----- | ------ | ------------ |
| 13 ago | 18:00 | Argentina | 3–2    | Porto Rico | 25–17 | 25–22 | 23–25 | 19–25 | 15–6  | 107–95 | Estatísticas |